# Mellissa Berry
Pour les articles homonymes, voir Berry.
Pas d'image ? Cliquez ici

a Compétitions nationales et continentales officielles uniquement.

b Matchs officiels uniquement.
Mellissa Berry, née le 16 septembre 1981 à Swansea (pays de Galles), est une joueuse internationale galloise de rugby à XV, occupant le poste de troisième ligne centre au sein du club de Bristol Rugby pendant sa carrière, après avoir évolué à Worcester (en).

## Biographie
Mellissa Berry dispute régulièrement avec le pays de Galles le Tournoi des Six Nations féminin. Elle est la capitaine de la formation en 2007, et en 2009. Les Galloises, qui ont battu les Anglaises (16-15), remportent pour la première fois de leur histoire la Triple couronne après leur succès sur les Irlandaises à Cardiff (13-10),,. 

## Palmarès
- 93 sélections en Équipe du pays de Galles féminine de rugby à XV de 1998 à 2010
- participations au Tournoi des Six Nations féminin